# Damned Damned Damned
 Damned Damned Damned је деби студијски албум енглеске панк рок групе The Damned. Издат је 18. фебруара 1977. од стране Stiff Records. Продуцирао Ник Лоу, Damned Damned Damned је био први албум пуне дужине који је издала британска панк група.

## Позадина и продукција
Након успеха "New Rose" и турнеје са Sex Pistols-има, Heartbrakers-има и Clash-ом, бенд је отишао у Pathway Studios да сними албум Damned Damned Damned са продуцентом Ником Лоуом, који је претходно снимио "New Rose" са њима. Након 10 дана снимања, микс је завршен 15. јануара 1977. године, на дан када су састављени главни снимци.

## Омот албума
На омоту албума налазе се четири члана бенда након што су их погодиле пите. Гитариста Брајан Џејмс се присјећа: „То је организовао овај фотограф по имену Питер Кодик, Stiff Records га је задужио да уради ту ствар. Мислили су да је весело пискање изненадити нас са неколико крем торти, мало знајући да ћемо уживати, ући у то и уживати у цујелом искуству“. Након фото сесије, басиста Кептејн Сенсибл је примјетио: „... Имао сам више пите на лицу него било који други бугер, а на полеђини рукава сам био окренут леђима слици, па сам отишао доље у фото кабину и добио неке слике, исекао једну и рекао 'стави то тамо' да бих имао шта да покажем родбини, јер нисам мислио да ћемо бити позвани да направимо још један албум". Stiff Records је, међутим, користио другу фотографију од оне коју је Сенсибл хтио.
Stiff је намјерно одштампао ограничен број почетних копија ЛП-а са фотографијом Едија и Хот Родса на полеђини омота албума, умјесто да The Damned свира у The Roxy-ју. На полеђини је такође стављена наљепница „erratum“, а на предњој страни ЛП-а – на врху оригиналног скупљајућег омота – била је црвена наљепница „food-fight“ на којој је писало „Damned Damned“, чиме је употпуњен наслов ЛП-а када се прочита испод имена бенда. Stiff је био познат по тако необичној промотивној активности. Од 2009. године, копија ове ријетке штампе на којој су још увијек биле нетакнуте наљепнице и скупљајући омот (отворени или запечаћени) коштала је 200-500 фунти, у зависности од стања.

## Објављивање
Damned Damned Damned је објацвио Stiff Records 18. фебруара 1977, што је уједно био и Џејмсов 22. рођендан.
У савременој рецензији за NME, Крис Велч је похвалио музичке способности The Damned-а, сматрајући да бенд има „све преостале вјештине потребне за стварно извођење исцрпљујуће модерне музике“. Велч је примјетио да је Џејмс био најефикаснији гитариста од Пита Тауншенда и закључио да је албум у цјелини „високо професионална продукција и да је много убједљивији од неких других бендова новог таласа које сам чуо на албуму".
Године 1980. у Trouser Press-овој рецензији албума Machine Gun Etiquette , Ира Робинс је описао Damned Damned Damned као „тренутну застарјелост упркос скоро савршенству".
Ретроспективна рецензија BBC Music-а похвалила је енергију албума, поп сатиру и генерални хумор, а рецензент Крис Џонс је коментарисао: „Each track featured the hammering toms of Rat Scabies and Captain Sensible's bass-as-guitar propelling Brian James' exhilarating machine gun axe into your living room."
Америчка штампа је такође фаворизовала албум. Нед Регет из AllMusic-а назвао га је "каменим класиком рокенрол ватре" и изјавио да "Damned Damned Damned јесте и остаје рок у свом неуредном, дивном најбољем издању." У рецензији албума The Damned-а критичар Џо Тангари је навео Damned Damned и Machine Gun Etiquete из 1979. као једина два албума The Damned-a за која је сматрао да су „веома добра".

## Списак пјесама
| №               | Назив                                                   | Трајање |  |
| 1.              | Neat Neat Neat                                          | 2:46    |  |
| 2.              | Fan Club                                                | 3:00    |  |
| 3.              | I Fall                                                  | 2:08    |  |
| 4.              | Born to Kill                                            | 2:37    |  |
| 5.              | Stab Your Back                                          | 1:03    |  |
| 6.              | Feel the Pain                                           | 3:37    |  |
| 7.              | New Rose                                                | 2:44    |  |
| 8.              | Fish                                                    | 1:38    |  |
| 9.              | See Her Tonite                                          | 2:29    |  |
| 10.             | 1 of the 2                                              | 3:10    |  |
| 11.             | So Messed Up                                            | 1:55    |  |
| 12.             | I Feel Alright (обрада пјесме "1979" групе The Stooges) | 4:26    |  |
| Укупно трајање: | Укупно трајање:                                         | 31:32   |  |